# セリネン
セリネン(Selinene)は、セスキテルペンに分類される構造的に関連した異性体のグループである。全てC15H24という分子式を持ち、様々な植物から単離される。α-セリネンとβ-セリネンは最も一般的に存在し、セロリ種子の精油の主成分である。γ-セリネンとδ-セリネンは珍しい。